# I due criminali più pazzi del mondo
I due criminali più pazzi del mondo (Crimewave) è un film del 1985 diretto da Sam Raimi e scritto dal regista con i fratelli Coen. La pellicola, è una commedia grottesca in chiave corale che omaggia il genere noir, e il cast principale è composto da Reed Birney, Sheree J. Wilson, Paul L. Smith, Brion James, Louise Lasser e Bruce Campbell, l’attore feticcio di Raimi. Secondo film ufficiale del regista di Detroit, realizzato subito dopo il successo de La casa (The Evil Dead) e prodotto da Robert Tapert con Renaissance Pictures (società fondata qualche anno prima insieme a Raimi e a Campbell), I due criminali più pazzi del mondo, costato 3.000.000 di dollari, è stato finanziato quasi interamente dalla Embassy Pictures, con Edward R. Pressman come produttore esecutivo. Nonostante il budget molto più alto rispetto a La casa, e la possibilità per Sam Raimi e il suo team produttivo di realizzare un film per un vero studio, a causa delle troppe imposizioni dei committenti e della pessima distribuzione curata in seguito dalla consociata Columbia Pictures, fu un disastro clamoroso che rischiò seriamente di compromettere la carriera del giovane regista. Bruce Campbell, che ha co-prodotto la pellicola e che in origine doveva anche esserne il protagonista, su decisione della Embassy è stato sostituito e costretto ad interpretare una parte meno importante.

## Trama
Vic Ajax è in procinto di essere giustiziato sulla sedia elettrica. Poco prima dell'esecuzione, si dichiara, continuamente, innocente. Racconta, quindi, la sua versione dei fatti.

## Produzione
Il film, è stato girato tra l’autunno dell’83 e l’inverno dell’84 quasi interamente a Detroit, la città natale del regista, e dei produttori Robert Tapert e Bruce Campbell. Sam Raimi, aveva scritto la sceneggiatura poco tempo prima insieme a Joel e Ethan Coen, appena reduci dalle riprese del loro primo film, Blood Simple - Sangue facile, in seguito rivelatosi un grande successo di critica. Il regista, fresco degli ottimi risultati ottenuti da La casa, ottenne ben presto la possibilità di realizzare il film tramite la Embassy Pictures, che inizialmente gli lasciò la piena libertà creativa. La società di produzione in poco tempo si rimangiò la parola e prese il sopravvento durante la realizzazione del film imponendo a Raimi, Tapert e Campbell dei cambiamenti consistenti allo script, scelte artistiche discutibili sul cast e in generale un programma di lavoro fitto e complicato. Il budget, originariamente fissato a 2.500.000 di dollari, per questioni sindacali e vari errori di gestione su troupe e location, si alzò ben presto a 3.000.000, e alcune scene del film furono difficoltose da girare a causa di problemi climatici non calcolati preventivamente, e per complicazioni e ritardi generati da due degli interpreti principali che all’epoca delle riprese avevano seri problemi di dipendenza (Brion James e Louise Lasser). Tutto questo, tolse ancora più credibilità ai giovani Raimi, Tapert e Campbell agli occhi dello studio committente, che impose ancora di più il suo volere in fase di post-produzione sostituendo dopo poche settimane il montatore e il musicista scelti dal regista e apportando svariati tagli e cambiamenti sul montaggio finale.

## Distribuzione
Il film, venne rilasciato inizialmente sul mercato estero a cominciare dalla Germania ovest, dove uscì nelle sale cinematografiche il 12 aprile 1985. Negli Stati Uniti, I due criminali più pazzi del mondo è stato distribuito dalla Columbia Pictures solo l’anno successivo, il 25 aprile 1986, senza lancio pubblicitario e in soli sette cinema, rimanendo in programmazione per una settimana e totalizzando come incasso totale la miserevole cifra di $ 5.101. La pellicola incassò molto poco praticamente dappertutto, compresa l’Italia, dove venne distribuita da Medusa Film nell’autunno dell’85 dopo l'anteprima tenutasi al Mystfest di Cattolica nel Giugno dello stesso anno.

### Edizioni home video
Il film, negli anni è stato editato in quasi tutti i paesi del mondo nei formati VHS, DVD e Blu-ray. È presente, inoltre, nelle principali piattaforme streaming.

## Accoglienza

### Critica
Giudicato tiepidamente dalla critica italiana, il portale Longtake.it considera il film riuscito solo in parte. Anche la stampa estera ha espresso critiche moderate per Crimewave. Il New York Times, in un articolo dell'epoca, recensisce la pellicola 
come un'opera divertente ma sconclusionata, nonostante sottolinei il talento precoce di Raimi.

### Festival
Nonostante l'insuccesso di pubblico e critica il film ha partecipato a numerosi festival cinematografici come il Mystfest nel 1985, nel 1986 al Festival internazionale del cinema fantastico di Bruxelles, al WorldFest-Houston International Film Festival, al Seattle International Film Festival e al Madrid Film Festival, mentre nell'87 è approdato al Dylan Dog Horror Fest in una sezione dedicata a Sam Raimi.

## Curiosità
Quando la Embassy Pictures non ha permesso a Sam Raimi di scritturare Bruce Campbell per la parte principale di Vic Ajax, il regista ha ampliato il ruolo secondario di Renaldo affidandolo all’amico, in modo che Campbell fosse presente il più possibile nel film.
Sam Raimi e Bruce Campbell, hanno sempre descritto questa esperienza, come la peggiore della loro carriera. Venendo da una produzione indipendente e molto più libera come quella di La casa, Campbell, in qualità di co-produttore e attore non è mai riuscito a entrare in sintonia con i responsabili dello studio committente, definendoli interessati solo agli affari e non al bene del film. L'attore, nella sua autobiografia ha raccontato i vari scontri avvenuti nel corso della lavorazione, in cui ha rischiato di essere esonerato dalla fase finale della post-produzione svoltasi a Los Angeles nell’estate del 1984. Raimi, non si è mai riconosciuto nel risultato artistico del film, a causa delle troppe imposizioni subite: il cambio del protagonista al posto di Campbell pochi mesi prima dell’inizio delle riprese (il ruolo venne dato all’attore di teatro Reed Birney), e le sostituzioni di personaggi chiave come Kaye Davis, la montatrice, e il musicista di Detroit Joseph Lo Duca, che aveva già collaborato con il regista scrivendo le musiche per La casa.
L’anziano distributore di B-Movies Irvin Shapiro, che poco tempo prima aveva aiutato Raimi, Tapert e Campbell distribuendo La casa all’estero e contribuendo a rendere la pellicola un successo, ha lavorato al nuovo film come produttore esecutivo, occupandosi principalmente di venderne i diritti al di fuori degli Stati Uniti fin dalla fase iniziale delle riprese.
Edward R. Pressman, produttore esecutivo delegato dalla Embassy Pictures, in questo film ha esordito come attore interpretando la parte di Ernest Trend.
Durante le riprese sul ponte del fiume Detroit, all'epoca ghiacciato a causa del gelo invernale, visto che la sceneggiatura prevedeva che l’acqua del fiume dovesse essere limpida e corrente, la troupe, ha fatto saltare in aria il ghiaccio con la dinamite.
L’attore di origine israeliana Paul L. Smith, che nel film interpreta l’irascibile co-protagonista Faron Crush, per la versione in lingua inglese è stato doppiato dal wrestler Dick Afflis.
Bruce Campbell, oltre a interpretare la parte di Renaldo, durante le riprese si è dovuto occupare in prima persona di organizzare e supervisionare diverse scene di seconda unità, quasi tutte girate di notte.
A causa del pesante re-editing da parte dello studio, quasi tutte le scene con Antonio Fargas sono state tagliate, tranne una singola inquadratura in silhouette in cui l’attore recita una breve battuta.
Richard DeManicor, ha il ruolo del giovane poliziotto Garvey. L’attore, qualche anno prima era stato tra gli interpreti principali di La casa, accreditandosi in quel film con lo pseudonimo di Hal Delrich.
Scott Spiegel, futuro sceneggiatore di La casa 2, e amico d’infanzia di Raimi e Campbell, ha lavorato al film come responsabile delle comparse. Non accreditato, Spiegel ha anche revisionato lo script di Raimi e dei fratelli Coen.
Frances McDormand, moglie di Joel Coen e futuro premio Oscar, fa un breve cameo nei panni di una suora. Anni dopo reciterà ancora per Sam Raimi come co-protagonista in Darkman (1990).
Ted Raimi, fratello minore del regista non ancora ventenne, appare brevemente come il cameriere ghignante nella scena del locale da ballo. Il giovane, ha anche lavorato alla post-produzione del film come assistente al montaggio.
I co-sceneggiatori Joel e Ethan Coen, appaiono brevemente nei panni di due reporter nella scena della prigione.